# برج الساعة (الدار البيضاء)
برج الساعة في مدينة الدار البيضاء المغربية هو برج ساعة شيد في أوائل القرن العشرين في وسط ساحة الأمم المتحدة ثم انهار عام 1948 فأعيد بناؤه عقد 1990 في موقع قريب بجانب جدران المدينة القديمة.

## تاريخ
أمر بتشييده القائد الفرنسي دَسيني (Dessigny) المنتمي إلى كتيبة المشاة رقم 138E في الجيش الفرنسي واكتمل البرج عام 1908، أي قبل معاهدة فاس التي فرضت الحماية الفرنسية عام 1912. هذا البرج الأصلي الذي شيد في وسط ساحة فرنسا (ساحة الأمم المتحدة، الآن) من أول ما بناه المستعمرون الفرنسيون في الدار البيضاء وفي المغرب، وكانت له أهمية رمزية فكان يرمز إلى «عظمة» الفرنسيين وحلول النظام الجديد.
انهار البرج سنة 1948 لأنه كان في حالة هشاشة، ثم أعيد بناؤه تقليدا لتصميم البرج الأصلي في عقد 1990 ولكن في موقع أقرب من جدران المدينة القديمة.

## وصف
البرج يقلد شكل المئذنة، ومثل معظم المآذن المغربية فهو مربع الأساس. يتميز البرج بأربع ساعات دائرية ميكانيكية، واحدة على كل واجهة للبرج، وهذه الساعات هي مكتوبة عليها الأرقام الرومانية.

برج الساعة الأصلي عام 1930-1931